# Коновалюк Дмитро Михайлович
Коновалюк Дмитро Михайлович (*24 вересня 1935, Чехівщина, Луцький район, Волинська область — пом. 26 листопада 2010) — професор, кандидат технічних наук.

## Біографія
Народився 24 вересня 1935 року в с. Чехівщина Луцького району Волинської області.
Закінчив Луцький педагогічний та Львівський політехнічний інститути.
При Київському автодорожньому інституті захистив кандидатську дисертацію.
Із серпня 1966 року очолював відділення загально технічного факультету Київського автодорожнього інституту в Луцьку. Був обраний першим його деканом.
Тридцять років невтомної праці віддав Дмитро Коновалюк для становлення Луцького технічного інституту, який тепер є національним університетом.
Він автор понад ста наукових праць та методичних розробок, декількох навчальних посібників для студентів інженерних спеціальностей.
Був членом Всеукраїнської ради редакторів технічної літератури.
У середині 90-х років він — голова Волинської крайової організації Всеукраїнського товариства «Просвіта» ім. Т. Шевченка.

## Вибрані праці
- Російсько-український технічний словник: 58 тис. термінів / Уклад. Д. Коновалюк. — Луцьк: ВІЗОР, 1993. — 1047с
- Розрахунок рабочих органів збиральних машин: Навч. посібник / Г. А. Хайліс, Д. М. Коновалюк. — К. : НМК ВО, 1991. — 200 с.
- Основи проектування і дослідження сільськогосподарських машин / Г. А. Хайліс, Д. М. Коновалюк. — К.: НМК ВО, 1992. — 320 с.
- Деталі машин / Д. М. Коновалюк, Р. М. Ковальчук. — Луцьк: ЛДТУ, 2001. — 564 с.
- Прикладна механіка: навч. посібник для вузів / Д. Коновалюк та ін.. — Луцьк: ЛДТУ, 2003. — 776 с.
- Деталі машин: підруч. для вищ. навч. закл. машинобудівного профілю / Д. М. Коновалюк, Р. М. Ковальчук — 2-ге вид. — К. : Кондор, 2004. — 582 с.